# Associação Atlética Corisabbá
A Associação Atlética Corisabbá é um clube de futebol brasileiro da cidade de Floriano, no estado do Piauí. 
Fundado em 24 de maio de 1973, seu nome tem origem na fusão de dois clubes amadores da cidade: o Corinthians (Cori) e o Auto-Posto Sabbá (Sabbá). Seu uniforme é composto de camisa com listras verticais pretas e brancas, calção preto e meias pretas. Manda seus jogos no Estádio Tibério Barbosa Nunes, o "Tiberão", com capacidade para 4.200 espectadores. Presidido por Anderson Kamar (também inscrito como jogador, chegando a atuar contra o 4 de Julho), o time tem uma torcida apaixonada que aparece em grande número no estádio.
Em 1991, o Cori profissionalizou-se e participou pela primeira vez do Campeonato Piauiense, vindo a ficar na oitava colocação, tendo como destaque o atacante Walberto, que foi o artilheiro do campeonato com 15 gols.
No ano de 1995, foi campeão piauiense em cima do Caiçara. O atacante alvinegro Walberto foi novamente o artilheiro da competição com 15 gols ao lado de Brinquedo (Caiçara). No mesmo ano, disputou a Série C do Campeonato Brasileiro, vindo a ficar na lanterna do grupo 20 que tinha também o Coroatá Futebol Clube e o Picos.
O clube ficou conhecido nacionalmente quando na primeira fase da Copa do Brasil de Futebol de 1996 derrotou no jogo de ida por 1x0, com gol de Bitonho, o Botafogo, na época o campeão brasileiro (no jogo de volta, no Rio, o Botafogo venceu por 3x0 e se classificou). No mesmo ano, a equipe foi vice-campeão piauiense, perdendo a final para o River. No segundo semestre, disputou a Série C do Campeonato Brasileiro, ficando em terceiro lugar no Grupo 4, que tinha também Ferroviário-CE, Fortaleza e River. Destaque para a vitória por 1 x 0 no Ferroviário em pleno Presidente Vargas em Fortaleza.
No ano de 1998, foi vice-campeão piauiense perdendo na final para o Picos. Disputou a Série C do Campeonato Brasileiro do mesmo ano, ficando na lanterna do grupo 2, que tinha também Ferroviário, Fortaleza, Moto Club, Picos e Viana. Destaque para o heroico empate com o Moto Club em pleno Castelão, na preliminar do jogo entre Brasil e Iugoslávia.
Em 2016, o Cori foi vice-campeão do Campeonato Piauiense Sub-19, conseguindo assim, uma vaga para a Copa São Paulo de Futebol Júnior pela primeira vez na história do clube.
Em 2017, participou da copa Copa São Paulo de Futebol Júnior. No primeiro jogo, perdeu para o Nacional-SP, donos da casa, pelo placar de 2x1. Na segunda partida, ganhou do Pérolas Negras do Haiti pelo placar de 1 x 0, gol do piauiense Douglas, quebrando um jejum de três anos que um time piauiense não ganhava um jogo na competição. Na terceira partida, foi eliminado pelo bom time do Goiás pelo placar de 4 x 2, ficando em terceiro lugar no grupo e não se classificando para a próxima fase.

## Títulos
| Estaduais | Estaduais            | Estaduais | Estaduais  |
|           | Competição           | Títulos   | Temporadas |
| --------- | -------------------- | --------- | ---------- |
|           | Campeonato Piauiense | 1         | 1995       |

## Estatísticas

### Participações
|  | Participações em 2025 |

| Competição | Competição           | Temporadas | Melhor campanha     | Anos                                                        | P | R |
| Piauí      | Campeonato Piauiense | 23         | Campeão (1995)      | 1991-2003, 2006-2007, 2009-2010, 2013-2014, 2016, 2022-2024 |   | 5 |
| Piauí      | Segunda Divisão      | 6          | Vice-campeão (2021) | 2004-2005, 2007, 2019, 2021, 2025                           | 4 |   |
| Brasil     | Série C              | 3          | 36º colocado (1996) | 1995-1996, 1998                                             | – | – |
| Brasil     | Copa do Brasil       | 1          | 1ª fase (1996)      | 1996                                                        |   |   |